# 沙尔庞特里
沙尔庞特里（法語：Charpentry，法語發音：[ʃaʁpɑ̃tʁi]）是法国默兹省的一个市镇，位于该省西北部，属于凡尔登区。

## 地理
沙尔庞特里（49°15'29"N, 5°1'49"E）面积4.41 平方千米，位于法国大東部大區默兹省，该省份为法国西北部内陆省份，北与比利时接壤，西接马恩省和阿登省，南至上马恩省和孚日省，东临默尔特-摩泽尔省。
与沙尔庞特里接壤的市镇（或旧市镇、城区）包括：博尔尼、谢皮、埃皮农维尔、蒙布兰维尔、阿戈讷地区瓦雷讷、韦里。

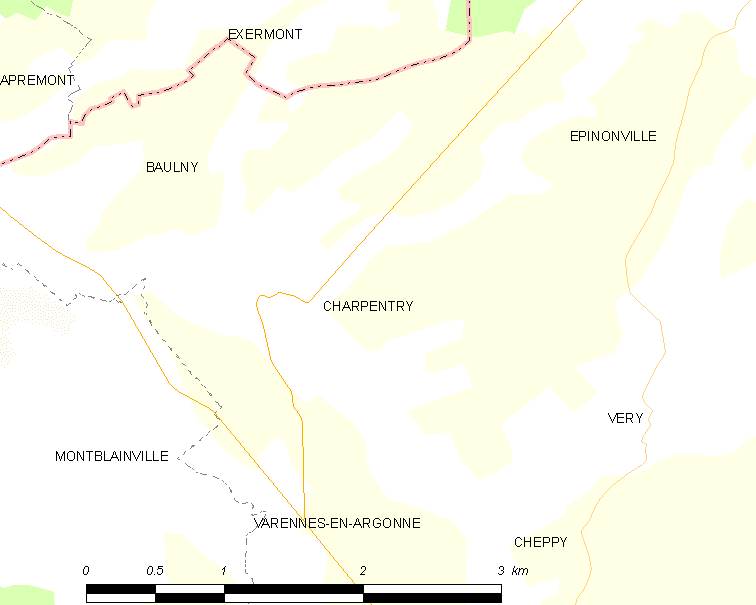
沙尔庞特里的OSM定位图

沙尔庞特里的时区为UTC+01:00、UTC+02:00（夏令时）。

## 行政
沙尔庞特里的邮政编码为55270，INSEE市镇编码为55103。

## 政治
沙尔庞特里所属的省级选区为阿戈讷地区克莱蒙县。

## 人口

1962-2008年间沙尔庞特里人口变化图示

沙尔庞特里于2022年1月1日时的人口数量为23人。